# Parafia Ewangelicko-Augsburska w Wołczynie
Parafia Ewangelicko-Augsburska – luterańska parafia mieszcząca się przy placu Wolności w Wołczynie, należąca do diecezji katowickiej Kościoła Ewangelicko-Augsburskiego w RP. W 2024 skupiała 150 wiernych.

## Historia parafii
Parafia ewangelicka w Wołczynie powstała w 1527 roku, w czasie kiedy to rodzina von Posadowski była właścicielami miejscowości i po okresie reformacji przeszła na luteranizm. W 1564 roku, pierwszym duchownym ewangelickim jest ksiądz Adam Pockwitz, a parafia swym zasięgiem objęła również wieś Gierałcice.
Ugruntowanie się reformacji w Wołczynie trwało prawie 100 lat, ale po tym czasie przez kilkaset następnych lat był to region bardzo silnie związany z luteranizmem. W latach 1760–1799 proboszczem był ksiądz Jerzy Freytag (dziadek poety Gustawa Freytaga). Powstał wówczas nowy, kamienny kościół ewangelicki, który został poświęcony w 1771 roku. W 1831 roku dobudowano do niego wieżę, a w 1894 roku ówczesny proboszcz ksiądz Bogumił Ebisch wybudował plebanię. Kościół ten po II wojnie światowej został zajęty przez katolików. 
W latach 40. XIX wieku w Wołczynie utworzona została nowa parafia staroluterańska. Jej pierwszym proboszczem został ks. Edward Kellner. W 1848 parafia ta wzniosła kościół przy ul. Byczyńskiej, który stanowi obecny kościół należący do Parafii Ewangelicko-Augsburskiej w Wołczynie. W 1925 wzbogacił się on o dobudowaną wówczas kwadratową wieżę.
W trakcie trwających w dniach 7–8 września 2024 obchodów 330-lecia istnienia kościoła św. Michała w Gierałcicach otwarte zostało również Luterańskie Centrum Spotkań w Wołczynie. Powstało w budynku dawnej wołczyńskiej plebanii, nieużytkowanej od grudnia 2023 w wyniku zmiany na stanowisku proboszcza oraz zamieszkania ówczesnej wikariuszki ks. Katarzyny Kowalskiej w Pokoju. W obiekcie powstała sala spotkań, sala konferencyjna, biblioteka gier planszowych oraz pokoje gościnne.

## Kościoły i kaplice filialne
Parafia w Wołczynie zasięgiem swym obejmuje również kościoły filialne w Gierałcicach, Byczynie i kaplicę w Paruszowicach.

## Duszpasterze
1 grudnia 2023 roku proboszczem-administratorem parafii ewangelickiej w Wołczynie został ksiądz Eneasz Kowalski, a wikariuszem ks. Katarzyna Kowalska. Ksiądz Eneasz Kowalski zakończył pracę na tym stanowisku 31 grudnia 2024, natomiast 1 stycznia 2024 nowym proboszczem-administratorem została ks. Katarzyna Kowalska.

## Księgi metrykalne
Od 1947 roku parafia prowadzi księgi chrztów, ślubów i zgonów. 

## Grupy parafialne
W trakcie trwania nabożeństw prowadzona jest szkółka niedzielna (nabożeństwo dla dzieci).